# Lijst van voetbalinterlands Denemarken - Frankrijk
Deze lijst van voetbalinterlands is een overzicht van alle officiële voetbalwedstrijden tussen de nationale teams van Denemarken en Frankrijk. De landen speelden tot op heden achttien keer tegen elkaar, te beginnen met een wedstrijd tijdens de Olympische Spelen in Londen (Verenigd Koninkrijk) op 22 oktober 1908. Dit was tevens de eerste interland van het Deense voetbalelftal. Het laatste duel, een groepswedstrijd tijdens het Wereldkampioenschap voetbal 2022, vond plaats op 26 november 2022 in Doha (Qatar).

## Wedstrijden
| №  | Plaats        | Datum             | Competitie                  | Wedstrijd              | Uitslag |
| -- | ------------- | ----------------- | --------------------------- | ---------------------- | ------- |
| 1  | Londen        | 22 oktober 1908   | OS 1908                     | Frankrijk – Denemarken | 1 – 17  |
| 2  | Parijs        | 21 november 1973  | Vriendschappelijk           | Frankrijk – Denemarken | 3 – 0   |
| 3  | Kopenhagen    | 1 september 1976  | Vriendschappelijk           | Denemarken – Frankrijk | 1 – 1   |
| 4  | Kopenhagen    | 7 september 1983  | Vriendschappelijk           | Denemarken – Frankrijk | 3 – 1   |
| 5  | Parijs        | 12 juni 1984      | EK 1984                     | Frankrijk – Denemarken | 1 – 0   |
| 6  | Malmö         | 17 juni 1992      | EK 1992                     | Frankrijk – Denemarken | 1 – 2   |
| 7  | Kopenhagen    | 9 november 1996   | Vriendschappelijk           | Denemarken – Frankrijk | 1 – 0   |
| 8  | Lyon          | 24 juni 1998      | WK 1998                     | Frankrijk – Denemarken | 2 – 1   |
| 9  | Brugge        | 11 juni 2000      | EK 2000                     | Frankrijk – Denemarken | 3 – 0   |
| 10 | Nantes        | 15 augustus 2001  | Vriendschappelijk           | Frankrijk – Denemarken | 1 – 0   |
| 11 | Incheon       | 11 juni 2002      | WK 2002                     | Denemarken – Frankrijk | 2 – 0   |
| 12 | Lens          | 31 mei 2006       | Vriendschappelijk           | Frankrijk – Denemarken | 2 – 0   |
| 13 | Saint-Étienne | 29 maart 2015     | Vriendschappelijk           | Frankrijk − Denemarken | 2 − 0   |
| 14 | Kopenhagen    | 11 oktober 2015   | Vriendschappelijk           | Denemarken − Frankrijk | 1 − 2   |
| 15 | Moskou        | 26 juni 2018      | WK 2018                     | Denemarken – Frankrijk | 0 − 0   |
| 16 | Saint-Denis   | 3 juni 2022       | UEFA Nations League 2022/23 | Frankrijk – Denemarken | 1 − 2   |
| 17 | Kopenhagen    | 25 september 2022 | UEFA Nations League 2022/23 | Denemarken − Frankrijk | 2 − 0   |
| 18 | Doha          | 26 november 2022  | WK 2022                     | Frankrijk – Denemarken | 2 − 1   |

## Samenvatting
| Competitie          | Totaal gespeeld | Winst Denemarken | Gelijk | Winst Frankrijk | Doelsaldo Denemarken – Frankrijk |
| ------------------- | --------------- | ---------------- | ------ | --------------- | -------------------------------- |
| WK-eindronde        | 4               | 1                | 1      | 2               | 4 − 4                            |
| EK-eindronde        | 3               | 1                | 0      | 2               | 2 − 5                            |
| UEFA Nations League | 2               | 2                | 0      | 0               | 4 − 1                            |
| Olympische Spelen   | 1               | 1                | 0      | 0               | 17 − 1                           |
| Vriendschappelijk   | 8               | 2                | 1      | 5               | 6 − 12                           |
| Totaal              | 18              | 7                | 2      | 9               | 33 − 23                          |

Wedstrijden bepaald door strafschoppen worden, in lijn met de FIFA, als een gelijkspel gerekend.

## Details

### Zesde ontmoeting
| EK 1992 (Malmö, Zweden, 17 juni 1992): |              | |
| Denemarken | 2 – 1        | Frankrijk |
| Henrik Larsen 8' Lars Elstrup 78' | doelpunten   | 60' Jean-Pierre Papin |
| Richard Møller Nielsen | bondscoach   | Michel Platini |
| Peter Schmeichel John Sivebæk Kent Nielsen 61' Lars Olsen Henrik Andersen Kim Christofte John Jensen Henrik Larsen Flemming Povlsen Torben Frank Brian Laudrup 67' | opstellingen | Bruno Martini Basile Boli Laurent Blanc Bernard Casoni Manuel Amoros Didier Deschamps 79' Christian Perez Jean-Philippe Durand Éric Cantona Jean-Pierre Papin 46' Pascal Vahirua |
| Torben Piechnik 61' Lars Elstrup 67' | wissels      | 46' Luis Fernández 79' Christophe Cocard |
| Flemming Povlsen 14' Torben Frank 45' | gele kaarten | 15' Bernard Casoni 32' Christian Perez 38' Basile Boli 73' Didier Deschamps |

### Zevende ontmoeting
| Vriendschappelijk (Kopenhagen, Denemarken, 9 november 1996): |              | |
| Denemarken | 1 – 0        | Frankrijk |
| Per Pedersen 19' | doelpunten   | |
| Bo Johansson | bondscoach   | Aimé Jacquet |
| Peter Schmeichel Jacob Laursen 41' Marc Rieper Jakob Friis-Hansen Jan Heintze Thomas Helveg Per Frandsen 69' Allan Nielsen Michael Schjønberg Per Pedersen 76' Peter Møller 63' | opstellingen | Fabien Barthez Lilian Thuram Bruno N'Gotty Marcel Desailly 74' Vincent Candela Christian Karembeu Didier Deschamps 80' Zinédine Zidane 46' Reynald Pedros Youri Djorkaeff 62' Corentin Martins |
| Søren Colding 41' Miklos Molnar 63' Peter Nielsen 69' Søren Andersen 76' | wissels      | 46' Robert Pirès 62' Patrice Loko 74' Pierre Laigle 80' Marc Keller |
| - Debuut van Søren Colding (Brøndby IF) voor Denemarken. |              | |

### Negende ontmoeting
| EK 2000 (Brugge, België, 11 juni 2000): |              | |
| Frankrijk | 3 – 0        | Denemarken |
| Laurent Blanc 16' Thierry Henry 64' Sylvain Wiltord 90' | doelpunten   | |
| Roger Lemerre | bondscoach   | Bo Johannsson |
| Fabien Barthez Bixente Lizarazu Laurent Blanc Marcel Desailly Lilian Thuram Youri Djorkaeff 59' Didier Deschamps Zinédine Zidane Emmanuel Petit Nicolas Anelka 82' Thierry Henry | opstellingen | Peter Schmeichel Michael Schjønberg René Henriksen Jan Heintze Søren Colding Allan Nielsen Jesper Grønkjær 72' Stig Tøfting 72' Morten Bisgaard 80' Jon Dahl Tomasson Ebbe Sand |
| Patrick Vieira 59' Sylvain Wiltord 82' | wissels      | 72' Thomas Gravesen 72' Martin Jørgensen 80' Mikkel Beck |
| | gele kaarten | 90' Michael Schjønberg |

### Elfde ontmoeting
| WK 2002 (Incheon, Zuid-Korea, 11 juni 2002): |              | |
| Denemarken | 2 – 0        | Frankrijk |
| Dennis Rommedahl 22' Jon Dahl Tomasson 67' | doelpunten   | |
| Morten Olsen | bondscoach   | Roger Lemerre |
| Thomas Sørensen Stig Tøfting 79' René Henriksen Martin Laursen Thomas Helveg Thomas Gravesen Jon Dahl Tomasson Martin Jorgensen 46' Niclas Jensen Christian Poulsen 76' Dennis Rommedahl | opstellingen | Fabien Barthez Vincent Candela Bixente Lizarazu 71' Patrick Vieira Claude Makélélé Marcel Desailly Zinédine Zidane 83' Sylvain Wiltord Lilian Thuram David Trezeguet 54' Christophe Dugarry |
| Jesper Grønkjær 46' Kasper Bøgelund 76' Brian Steen Nielsen 79' | wissels      | 54' Djibril Cissé 71' Johan Micoud 83' Youri Djorkaeff |
| Christian Poulsen 27' Niclas Jensen 71' | gele kaarten | 8' Christophe Dugarry |

### Twaalfde ontmoeting
| Vriendschappelijk (Lens, Frankrijk, 31 mei 2006): |              | |
| Frankrijk | 2 – 0        | Denemarken |
| Thierry Henry 12' Sylvain Wiltord 75' (pen.) | doelpunten   | |
| Raymond Domenech | bondscoach   | Morten Olsen |
| Fabien Barthez Éric Abidal 82' William Gallas Lilian Thuram Willy Sagnol 89' Claude Makélélé Patrick Vieira Florent Malouda Zinédine Zidane 66' Thierry Henry 79' Louis Saha 57' | opstellingen | Jesper Christiansen Brian Priske Thomas Helveg 64' Per Krøldrup 77' Jan Kristiansen Christian Poulsen Thomas Gravesen 72' Daniel Jensen Michael Silberbauer 86' Jon Dahl Tomasson Martin Jørgensen |
| Sylvain Wiltord 57' Franck Ribéry 66' Djibril Cissé 79' Mikaël Silvestre 82' Pascal Chimbonda 89'                                                                                | wissels      | 64' Lars Jacobsen 72' Søren Larsen 77' Allan Jepsen 86' Kenneth Pérez |
| | gele kaarten | 29' Thomas Gravesen 64' Daniel Jensen |
| - Debuut van Pascal Chimbonda (Wigan Athletic) voor Frankrijk. - Honderdste interland van aanvoerder Thomas Helveg voor Denemarken.                                              |              | |

### Dertiende ontmoeting
| Vriendschappelijk (scheidsrechter Ivan Kružliak, Saint-Étienne, 29 maart 2015): |              | |
| Frankrijk | 2 – 0        | Denemarken |
| Alexandre Lacazette 14' Olivier Giroud 38' | goals        | |
| Didier Deschamps | bondscoach   | Morten Olsen |
| Stéphane Ruffier Christophe Jallet 89' Benoît Trémoulinas Laurent Koscielny Raphaël Varane Geoffrey Kondogbia 60' Dimitri Payet 82' Olivier Giroud Alexandre Lacazette 71' Antoine Griezmann 60' Morgan Schneiderlin 82' | opstellingen | Kasper Schmeichel Simon Kjær Lars Jacobsen 46' Daniel Wass 46' Nicolai Boilesen Michael Krohn-Dehli 83' Christian Eriksen 58' Lasse Vibe Nicklas Bendtner 77' Erik Sviatchenko 88' William Kvist |
| Josuha Guilavogui 60' Nabil Fekir 60' Blaise Matuidi 71' Mathieu Valbuena 82' Kurt Zouma 82' Bacary Sagna 89' | wissels      | 46' Simon Poulsen 46' Anders Christiansen 58' Nicolai Jørgensen 77' Kian Hansen 83' Lasse Schöne 88' Thomas Delaney                                                                              |
| - Debuut van Kurt Zouma (Chelsea FC) voor Frankrijk. |              | |

DBU · A-internationals · Selecties · Bondscoaches · Deens vrouwenelftal · Olympisch elftal · Denemarken U21 · Denemarken U20 · Denemarken U19 · Denemarken U18 · Denemarken U17 · Denemarken U16 · Vrouwen U17
1908 – 1919 ·
1920 – 1929 ·
1930 – 1939 ·
1940 – 1949 ·
1950 – 1959 ·
1960 – 1969 ·
1970 – 1979 ·
1980 – 1989 ·
1990 – 1999 ·
2000 – 2009 ·
2010 – 2019 ·
2020 − 2029
EK's: 1964 · 
1984 · 
1988 · 
1992 · 
1996 · 
2000 · 
2004 · 
2012 · 
2020 · 
2024
WK's: 1986 · 
1998 · 
2002 · 
2010 · 
2018 · 
2022
OS: 1908 · 
1912 · 
1920 · 
1948 · 
1952 · 
1960 · 
1972 · 
1992 · 
2016
1908 · 
1909 · 
1910 · 
1911 · 
1912 · 
1913 · 
1914 · 
1915 · 
1916 · 
1917 · 
1918 · 
1919 · 
1920 · 
1921 · 
1922 · 
1923 · 
1924 · 
1925 · 
1926 · 
1927 · 
1928 · 
1929 · 
1930 · 
1931 · 
1932 · 
1933 · 
1934 · 
1935 · 
1936 · 
1937 · 
1938 · 
1939 · 
1940 · 
1941 · 
1942 · 
1943 · 
1944 · 
1946 · 
1947 · 
1948 · 
1949 · 
1950 · 
1952 · 
1952 · 
1953 · 
1954 · 
1955 · 
1956 · 
1957 · 
1958 · 
1959 · 
1960 · 
1961 · 
1962 · 
1963 · 
1964 · 
1965 · 
1966 · 
1967 · 
1968 · 
1969 · 
1970 · 
1971 · 
1972 · 
1973 · 
1974 · 
1975 · 
1976 · 
1977 · 
1978 · 
1979 · 
1980 · 
1981 · 
1982 · 
1983 · 
1984 · 
1985 · 
1986 · 
1987 · 
1988 · 
1989 · 
1990 ·
1991 · 
1992 · 
1993 · 
1994 · 
1995 · 
1996 · 
1997 · 
1998 · 
1999 · 
2000 · 
2001 · 
2002 · 
2003 · 
2004 · 
2005 · 
2006 · 
2007 · 
2008 · 
2009 · 
2010 · 
2011 · 
2012 · 
2013 · 
2014 · 
2015 · 
2016 · 
2017 · 
2018 ·
2019 ·
2020 ·
2021 ·
2022 ·
2023
Albanië ·
Algerije ·
Argentinië ·
Armenië ·
Australië ·
België ·
Bermuda ·
Bosnië en Herzegovina · 
Brazilië ·
Bulgarije ·
Canada ·
Chili ·
Cyprus ·
DDR ·
Duitsland ·
Ecuador ·
Egypte ·
Engeland ·
Estland ·
Faeröer · 
Finland · 
Frankrijk ·
Gambia ·
Georgië ·
Ghana ·
Gibraltar ·
GOS ·
Griekenland ·
Honduras ·
Hongarije ·
Hongkong ·
Ierland ·
IJsland ·
Indonesië ·
Iran ·
Israël ·
Italië ·
Japan ·
Joegoslavië ·
Kameroen ·
Kazachstan ·
Kosovo · 
Kroatië · 
Letland ·
Liechtenstein ·
Litouwen ·
Luxemburg ·
Malta ·
Marokko ·
Mexico ·
Moldavië · 
Montenegro · 
Nederland ·
Nederlandse Antillen ·
Nigeria ·
Noord-Ierland ·
Noord-Macedonië ·
Noorwegen ·
Oekraïne ·
Oostenrijk ·
Panama ·
Paraguay ·
Peru ·
Polen ·
Portugal ·
Roemenië ·
Rusland ·
San Marino ·
Saoedi-Arabië ·
Schotland ·
Senegal ·
Servië ·
Singapore ·
Slovenië ·
Slowakije ·
Sovjet-Unie ·
Spanje ·
Suriname ·
Thailand ·
Togo · 
Tsjechië ·
Tsjecho-Slowakije ·
Tunesië · 
Turkije · 
Uruguay ·
Verenigde Arabische Emiraten ·
Verenigde Staten ·
Wales ·
Wit-Rusland ·
Zuid-Afrika ·
Zuid-Korea ·
Zweden ·
Zwitserland
Argentinië (1995) · 
Australië (2018) ·
Australië (2022) · 
België (2021) · 
Duitsland (1992) · 
Duitsland (2012) · 
Engeland (2021) · 
Finland (2021) · 
Frankrijk (2002) · 
Frankrijk (2018) · 
Japan (2010) · 
Kameroen (2010) · 
Kroatië (2018) · 
Nederland (2010) · 
Nederland (2012) · 
Peru (2018) · 
Portugal (2012) · 
Rusland (2021) · 
Senegal (2002) · 
Tsjechië (2021) · 
Uruguay (2002) · 
Wales (2021)
FFF · A-internationals · Selecties · Bondscoaches · Frans vrouwenelftal · Olympisch elftal · Frankrijk U21 · Frankrijk U20 · Frankrijk U19 · Frankrijk U18 · Frankrijk U17 · Frankrijk U16 · Vrouwen U17
1904 – 1919 ·
1920 – 1929 ·
1930 – 1939 ·
1940 – 1949 ·
1950 – 1959 ·
1960 – 1969 ·
1970 – 1979 ·
1980 – 1989 ·
1990 – 1999 ·
2000 – 2009 ·
2010 – 2019 ·
2020 – 2029
EK's: 1984 · 
1992 · 
1996 · 
2000 · 
2004 · 
2008 · 
2012 · 
2016 · 
2020 · 
2024
WK's: 1930 · 
1934 · 
1938 · 
1954 · 
1958 · 
1966 · 
1978 · 
1982 · 
1986 · 
1998 · 
2002 · 
2006 · 
2010 · 
2014 · 
2018 · 
2022
OS: 1900 · 
1908 · 
1920 · 
1924 · 
1948 · 
1952 · 
1960 · 
1968 · 
1976 · 
1984 · 
1996 · 
2020
1904 · 
1905 · 
1906 · 
1907 · 
1908 · 
1909 · 
1910 · 
1911 · 
1912 · 
1913 · 
1914 · 
1915 · 1916 · 1917 · 1918 · 
1919 · 
1920 · 
1921 · 
1922 · 
1923 · 
1924 · 
1925 · 
1926 · 
1927 · 
1928 · 
1929 · 
1930 · 
1931 · 
1932 · 
1933 · 
1934 · 
1935 · 
1936 · 
1937 · 
1938 · 
1939 · 
1940 · 1941  · 
1942 · 
1943 · 1944  · 
1945 · 
1946 · 
1947 · 
1948 · 
1949 · 
1950 · 
1951 · 
1952 · 
1953 · 
1954 · 
1955 · 
1956 · 
1957 · 
1958 · 
1959 ·
1960 · 
1961 · 
1962 · 
1963 · 
1964 · 
1965 · 
1966 · 
1967 · 
1968 · 
1969 ·
1970 · 
1971 · 
1972 · 
1973 · 
1974 · 
1975 · 
1976 · 
1977 · 
1978 · 
1979 ·
1980 · 
1981 · 
1982 · 
1983 · 
1984 · 
1985 · 
1986 · 
1987 · 
1988 · 
1989 · 
1990 · 
1991 · 
1992 · 
1993 · 
1994 · 
1995 · 
1996 · 
1997 · 
1998 · 
1999 · 
2000 · 
2001 · 
2002 · 
2003 · 
2004 · 
2005 · 
2006 · 
2007 · 
2008 · 
2009 · 
2010 · 
2011 · 
2012 · 
2013 · 
2014 · 
2015 · 
2016 · 
2017 · 
2018 ·
2019 ·
2020 ·
2021 ·
2022 ·
2023
Albanië ·
Algerije ·
Andorra ·
Argentinië ·
Armenië ·
Australië ·
Azerbeidzjan ·
België ·
Bolivia ·
Bosnië en Herzegovina ·
Brazilië ·
Bulgarije ·
Canada ·
Chili ·
China ·
Colombia ·
Costa Rica ·
Cyprus ·
Denemarken ·
Duitse Democratische Republiek ·
Duitsland ·
Ecuador ·
Egypte ·
Engeland ·
Estland ·
Faeröer ·
Finland ·
Georgië ·
Gibraltar ·
Griekenland ·
Honduras ·
Hongarije ·
Ierland ·
IJsland ·
Iran ·
Israël ·
Italië ·
Ivoorkust ·
Jamaica ·
Japan ·
Joegoslavië ·
Kameroen ·
Kazachstan ·
Koeweit ·
Kroatië ·
Letland ·
Litouwen ·
Luxemburg ·
Malta ·
Marokko ·
Mexico ·
Moldavië ·
Nederland ·
Nieuw-Zeeland ·
Nigeria ·
Noord-Ierland ·
Noorwegen ·
Oekraïne ·
Oostenrijk ·
Paraguay ·
Peru · 
Polen ·
Portugal ·
Roemenië ·
Rusland ·
Saoedi-Arabië ·
Schotland ·
Senegal ·
Servië ·
Slovenië ·
Slowakije ·
Sovjet-Unie ·
Spanje ·
Togo ·
Tsjechië ·
Tsjecho-Slowakije ·
Tunesië ·
Turkije ·
Uruguay ·
Verenigde Staten ·
Wales ·
Wit-Rusland ·
Zuid-Afrika ·
Zuid-Korea ·
Zweden ·
Zwitserland
Albanië (2016) ·
Argentinië (2018) ·
Argentinië (2022) ·
Australië (2018) · 
België (1904) · 
België (2018) · 
Brazilië (1998) · 
Brazilië (2006) · 
Denemarken (2002) · 
Denemarken (2018) ·
Duitsland (2014) · 
Duitsland (2021) · 
Ecuador (2014) · 
Engeland (1982) · 
Engeland (2012) · 
Engeland (2022) ·
Honduras (2014) · 
Hongarije (2021) · 
Italië (2000) · 
Italië (2006) · 
Italië (2008) · 
Japan (2001) · 
Kameroen (2003) · 
Koeweit (1982) · 
Kroatië (2018) · 
Marokko (2022) ·
Mexico (2010) · 
Nederland (2008) · 
Nigeria (2014) ·
Noord-Ierland (1982) · 
Oekraïne (2012) · 
Oostenrijk (1982) · 
Peru (2018) · 
Polen (1982) · 
Polen (2022) ·
Portugal (2006) · 
Portugal (2016) ·
Portugal (2021) ·
Roemenië (2008) ·
Roemenië (2016) ·
Senegal (2002) · 
Spanje (1984) ·
Spanje (2006) ·
Spanje (2012) ·
Spanje (2021) ·
Togo (2006) ·
Tsjecho-Slowakije (1982) ·
Uruguay (2002) ·
Uruguay (2010) ·
Uruguay (2018) ·
Zuid-Afrika (2010) ·
Zuid-Korea (2006) ·
Zweden (2012) ·
Zwitserland (2006) ·
Zwitserland (2014) ·
Zwitserland (2016) ·
Zwitserland (2021)